# أبريل 2008
أبريل 2008 هو الشهر الرابع في عام 2008، بدأ يوم الثلاثاء وأنتهى يوم الأربعاء وأمتد لثلاثين يومًا.

## بوابة:أحداث جارية
| \| 1 أبريل 2008 (الثلاثاء) \| عدل \| تاريخ \| راقب \| تصفح \| |     |       |      |      |
| - رئيس الوزراء العراقي يأمر بوقف المداهمات دون سند قضائي (العربية) - احتدام التنافس في انتخابات زيمبابوي وقلق من تأخر إعلان النتائج وسط تقارب كبير بين موغابي والمعارضة (العربية) - القاهرة تسمح بعودة المصريين العالقين في غزة (بي بي سي) - بوش يدعم انضمام أوكرانيا إلى الناتو (بي بي سي) - بيلوسي تدعو إلى نهاية سريعة للسباق الديمقراطي (بي بي سي) |     |       |      |      |
| 1 أبريل 2008 (الثلاثاء) | عدل | تاريخ | راقب | تصفح |

| \| 2 أبريل 2008 (الأربعاء) \| عدل \| تاريخ \| راقب \| تصفح \| |     |       |      |      |
| - قمة ثلاثية في القاهرة جمعت مبارك وعباس وعبد الله الثاني تبحث سبل تقدم عملية السلام ووضع لبنان (العربية) - تجدد الاضطرابات بجنوب اليمن والسلطات تعزز من الوجود العسكري (العربية) - سوريا مستعدة للحوار مع حكومة وحدة وطنية لبنانية لترسيم الحدود ومطارنة لبنان يدعون إلى دعم المبادرة العربية لإنهاء أزمة البلاد (العربية) - الداخلية المصرية تتوعد الإخوان بعد صدامات بتسع محافظات (الجزيرة) - معارضة زيمبابوي تعلن فوزها بالرئاسية والتشريعية (الجزيرة) |     |       |      |      |
| 2 أبريل 2008 (الأربعاء) | عدل | تاريخ | راقب | تصفح |

| \| 3 أبريل 2008 (الخميس) \| عدل \| تاريخ \| راقب \| تصفح \| |     |       |      |      |
| - الصدر يدعو لتظاهرة مليونية ضد الولايات المتحدة (رويترز) - سليمان يهدد بسحب ترشيحه لرئاسة لبنان (بي بي سي) - الحزب الحاكم في زيمبابوي يتوقع إعادة انتخابات الرئاسة (بي بي سي) - الحكومة الكينية الجديدة تعلن الأحد (بي بي سي) - الناتو يدعو ألبانيا وكرواتيا ويستبعد أوكرانيا وجورجيا-(سي إن إن) - باريس: مواجهات بين الشرطة الفرنسية وطلبة الجامعات-(سي إن إن) |     |       |      |      |
| 3 أبريل 2008 (الخميس) | عدل | تاريخ | راقب | تصفح |

| \| 4 أبريل 2008 (الجمعة) \| عدل \| تاريخ \| راقب \| تصفح \| |     |       |      |      |
| - نوري المالكي يأمر بوقف الملاحقات والمداهمات بحق جيش المهدي (العربية) - إصابة مدير مكتب وزير إسرائيلي بجروح في إطلاق نار من غزة خلال جولة تضأمنية مع وفد من يهود أمريكا الشمالية (العربية) - تحطم قاذفة بي-1 أمريكية في قطر والسبب غير معلوم (رويترز) - بوش يتعهد بمزيد من الجنود لقوة حلف الأطلسي في أفغانستان (رويترز) |     |       |      |      |
| 4 أبريل 2008 (الجمعة) | عدل | تاريخ | راقب | تصفح |

| \| 5 أبريل 2008 (السبت) \| عدل \| تاريخ \| راقب \| تصفح \| |     |       |      |      |
| - تكثيف نشاط الجيش اللبناني واليونيفيل عشية مناورات إسرائيلية (العربية) - قلق بمصر بسبب انتشار دعوة للعصيان المدني إحتجاجاً على غلاء المعيشة وتحذير من العواقب (العربية) - فرار 12 فلسطينياً أعضاء في كتائب شهداء الأقصى وملاحقون من الجيش الإسرائيلي من سجن بنابلس ومقتل آخر بقذيفة إسرائيلية (العربية) - واشنطن تستبعد الاتفاق مع موسكو بشأن الدرع الصاروخية (الجزيرة) - معارضة زيمبابوي تتهم موغابي بالإعداد لحرب ضد الشعب (الجزيرة) - خلافات كيباكي وأودينغا تؤجل اتفاق تقاسم السلطة في كينيا (الجزيرة) - مقتل قس عراقي بالرصاص في بغداد في موجة عنف جديدة ضد مسيحيي العراق (بي بي سي) |     |       |      |      |
| 5 أبريل 2008 (السبت) | عدل | تاريخ | راقب | تصفح |

| \| 6 أبريل 2008 (الأحد) \| عدل \| تاريخ \| راقب \| تصفح \| |     |       |      |      |
| - مصريون يرفعون راية العصيان والأمن يحبط الإضراب-(سي إن إن) - أولمرت يطمئن سوريا بشأن تدريبات الجبهة الداخلية-(سي إن إن) - بوتين يشعر بتفاؤل حذر بشأن الاتفاق مع واشنطن في قضية الدرع الصاروخية (رويترز) - القوات الأفغانية تعتقل أحد قادة طالبان ومقتل 15 مسلحاً (رويترز) - محكمة في زيمبابوي تؤجل الاستماع لطلب المعارضة لوقت لاحق الأحد (رويترز) |     |       |      |      |
| 6 أبريل 2008 (الأحد) | عدل | تاريخ | راقب | تصفح |

| \| 7 أبريل 2008 (الإثنين) \| عدل \| تاريخ \| راقب \| تصفح \| |     |       |      |      |
| - في زيارة هي الأولى من نوعها منذ نحو عامين بري يعلن بدمشق تفاؤله بحل أزمة لبنان والسنيورة يرفض دعوته للحوار (العربية) - الصدر يعرب عن استعداده لحل جيش المهدي بأمر المرجعية الدينية وذلك إثر تهديدات للمالكي بمنع التيار الصدري من العمل السياسي (العربية) - الإخوان المسلمون يدعون لمقاطعة انتخابات المجالس المحلية بمصر بعد تقليص عدد مرشحيهم من 5754 إلى 20 فقط (العربية) - عباس يجتمع بأولمرت في القدس والاتفاق على عدم السماح للخلافات حول المستوطنات تعيق المحادثات بينهما (بي بي سي) - اليمن يعلن تبني القاعدة مهاجمة مجمع سكني للأجانب (الجزيرة) |     |       |      |      |
| 7 أبريل 2008 (الإثنين) | عدل | تاريخ | راقب | تصفح |

| \| 8 أبريل 2008 (الثلاثاء) \| عدل \| تاريخ \| راقب \| تصفح \| |     |       |      |      |
| - تقرير للكونغرس يوصي بتجميد سحب القوات من العراق (العربية) - عملية أمنية بموريتانيا تنتهي بفرار مسلحين إسلاميين من قبضة السلطات (العربية) - فرنسا تؤكد اختفاء محمد زهير الصديق الشاهد السوري في قضية اغتيال الحريري (العربية) - إيران تبدأ تركيب 6000 جهاز طرد مركزي جديد بمنشأة ناتانز النووية (العربية) - أجواء التوتر تخيم على العراقيين والصدر يهدد بإنهاء الهدنة-(سي إن إن) - فرنسا تنشر قوة كوماندوز لتعزيز مفاوضات اليخت المختطف-(سي إن إن) - الإفراج عن 90 من أفراد الجماعة الليبية المقاتلة (الجزيرة) |     |       |      |      |
| 8 أبريل 2008 (الثلاثاء) | عدل | تاريخ | راقب | تصفح |

| \| 9 أبريل 2008 (الأربعاء) \| عدل \| تاريخ \| راقب \| تصفح \| |     |       |      |      |
| - هجمات في بغداد في الذكرى الخامسة لسقوطها توقع 6 قتلى (بي بي سي) - مصر: الانتخابات المحلية شهدت إقبالا ضعيفا (بي بي سي) - مصر تستنفر قواتها في رفح تحسبا لاقتحام الحدود (الجزيرة) - تدريبات سورية مقابل المناورات الإسرائيلية (الجزيرة) - دبلوماسيون فلسطينيون: بوش سيجتمع مع عباس في مصر (رويترز) - لجنة الانتخابات في زيمبابوي تقول ان إعلان النتائج مسألة خطيرة (رويترز) - قمة في شرم الشيخ بين الملك عبد الله والرئيس مبارك لبحث أزمة لبنان والأوضاع الفلسطينية والعراقية (العربية) |     |       |      |      |
| 9 أبريل 2008 (الأربعاء) | عدل | تاريخ | راقب | تصفح |

| \| 10 أبريل 2008 (الخميس) \| عدل \| تاريخ \| راقب \| تصفح \| |     |       |      |      |
| - بوش يعلق الانسحاب من العراق الصيف المقبل (بي بي سي) - إسرائيل تتوعد حماس بعد هجوم ناحال عوز (الجزيرة) - مقتل ثمانية في انفجار استهدف موكبا للناتو بأفغانستان (الجزيرة) - موغابي لا يعارض قمة إقليمية والمعارضة تتهمه بتدبير انقلاب (الجزيرة) - مصر والسعودية تربطان تحسين علاقتها مع سوريا بحلها الأزمة اللبنانية (العربية) - محمد زهير الصديق: أعيش بأوروبا وأصر على شهادتي باغتيال الحريري ورايس تقول أن لا صفقة مع سوريا لتجنيب عائلة الأسد المساءلة بقضية الحريري وذلك في أول ربط مباشر لها بين عملية الاغتيال والرئيس السوري (العربية) - الشرطة المصرية تعتقل المنسق العام المساعد لحركة كفاية المعارضة-(سي إن إن) - الصين: اعتقال خلية بمنطقة إسلامية خططت لخطف رياضيين في الأولمبياد-(سي إن إن) |     |       |      |      |
| 10 أبريل 2008 (الخميس) | عدل | تاريخ | راقب | تصفح |

| \| 11 أبريل 2008 (الجمعة) \| عدل \| تاريخ \| راقب \| تصفح \| |     |       |      |      |
| - محمود عباس يدعو حركة حماس لفك ارتهانها بالأجندة الإقليمية (العربية) - المالكي يستنكر اغتيال أبرز مساعدي الصدر ويأمر بتحقيق فوري (العربية) - إيران تعلن تشغيل 492 جهاز طرد مركزي إضافيا (الجزيرة) - واشنطن تنصح كارتر بعدم لقاء مشعل ضمن جولته بالمنطقة (الجزيرة) - معارضة زيمبابوي تدعو لإضراب عام والشرطة تمنع المظاهرات (الجزيرة) |     |       |      |      |
| 11 أبريل 2008 (الجمعة) | عدل | تاريخ | راقب | تصفح |

| \| 12 أبريل 2008 (السبت) \| عدل \| تاريخ \| راقب \| تصفح \| |     |       |      |      |
| - حملات لرفض عودة المتاريس بالذكرى 33 للحرب الأهلية في لبنان (العربية) - الصدر يصف وزير الدفاع الأمريكي بالإرهابي ويطالب بإنهاء الاحتلال ومصادر تؤكد عودته إلى النجف راجعا من إيران (العربية) - رفع جزئي لحصار مدينة الصدر بعد ليلة من المعارك (بي بي سي) - مباحثات تاريخية بين الصين وتايوان (بي بي سي) - الوزارة الإسبانية الجديدة غالبيتها من النساء (بي بي سي) |     |       |      |      |
| 12 أبريل 2008 (السبت) | عدل | تاريخ | راقب | تصفح |

| \| 13 أبريل 2008 (الأحد) \| عدل \| تاريخ \| راقب \| تصفح \| |     |       |      |      |
| - حماس تحذر من انفجار بغزة يطال كل المشاركين بحصارها (الجزيرة) - بري بالقاهرة والسنيورة بعمّان واللبنانيون يحييون ذكرى الحرب (الجزيرة) - الإيطاليون يختارون برلماناً جديداً وتوقعات بفوز برلسكوني (الجزيرة) - تسريح 1300 جندي عراقي رفضوا القتال ضد جيش المهدي-(سي إن إن) - كارتر يتمسك بلقاء قادة حماس متحدياً واشنطن وتل أبيب-(سي إن إن) - ليفني في الدوحة للمشاركة في مؤتمر وحشد العرب ضد إيران-(سي إن إن) - كينيا: كيباكي يختار منافسه أودينغا لرئاسة الحكومة-(سي إن إن) - 10 قتلى و183 جريحاً إثر انفجار داخل مسجد بإيران-(سي إن إن) |     |       |      |      |
| 13 أبريل 2008 (الأحد) | عدل | تاريخ | راقب | تصفح |

| \| 14 أبريل 2008 (الإثنين) \| عدل \| تاريخ \| راقب \| تصفح \| |     |       |      |      |
| - زيباري: الاتفاق مع أمريكا سيعرض على البرلمان (بي بي سي) - تجدد المعارك في حي مدينة الصدر ببغداد (رويترز) - توقعات تشير إلى تقدم برلسكوني في انتخابات إيطاليا (رويترز) - اختتام مؤتمر أمن العراق في دمشق بمشادة بين وفدي العراق وإيران (العربية) - بدء الترشح للانتخابات الكويتية وسط احتجاج على قانون منع التجمع (العربية) - حماس تتعهد بكسر حصار غزة بكل الوسائل (الجزيرة) - البشير وسلفا كير يقرران إجراء الإحصاء في كامل السودان (الجزيرة) |     |       |      |      |
| 14 أبريل 2008 (الإثنين) | عدل | تاريخ | راقب | تصفح |

| \| 15 أبريل 2008 (الثلاثاء) \| عدل \| تاريخ \| راقب \| تصفح \| |     |       |      |      |
| - حماس تنفي تقريرا بإعداد خطة لاقتحام الحدود المصرية وقصف مواقعها والجيش الإسرائيلي يتوغل جنوب غزة (العربية) - 53 قتيلاً عراقياً ومئات الجرحى بتفجيرات ضد مطاعم في ديالى والأنبار (العربية) - القضاء العسكري بمصر يسجن قيادات الإخوان بين 3 و10 سنوات والأحكام غير قابلة للاستئناف (العربية) - تمرد جديد بسجن في الأردن بعد مقتل ثلاثة سجناء في أحداث مشابهة (الجزيرة) - بدء إضراب المعارضة بزيمبابوي احتجاجاً على تأخر نتائج الرئاسة دون تجاوب كبير (الجزيرة) - مون وبراون يدعوان لتدابير عاجلة لاحتواء أزمة الغذاء العالمية (الجزيرة) |     |       |      |      |
| 15 أبريل 2008 (الثلاثاء) | عدل | تاريخ | راقب | تصفح |

| \| 16 أبريل 2008 (الأربعاء) \| عدل \| تاريخ \| راقب \| تصفح \| |     |       |      |      |
| - الصين تستضيف مباحثات سداسية لمناقشة ملف إيران النووي (الجزيرة) - مقتل ثلاثة عناصر بالشرطة بانفجار عبوة ناسفة باليمن (الجزيرة) - حقوقيون يطعنون بشرعية الأحكام ضد قيادات إخوان مصر وإعتبروها قضية سياسية وطالبوا بإعادتها مدنياً (الجزيرة) - مجلس الأمن قلق من تهديدات نصرالله ويطلب نزع سلاح حزب الله-(سي إن إن) - نجاد يشكك بهجمات 11 سبتمبر ويعتبرها ذريعة لضرب العراق-(سي إن إن) - حماس توفد الزهار وصيام للقاء كارتر في القاهرة-(سي إن إن) - حزب العمال الكردستاني: لا ضحايا نتيجة القصف التركي (رويترز) - وزير خارجية مصر يتفادى المرور في لندن احتجاجا على تفتيش البابا شنودة (رويترز) |     |       |      |      |
| 16 أبريل 2008 (الأربعاء) | عدل | تاريخ | راقب | تصفح |

| \| 17 أبريل 2008 (الخميس) \| عدل \| تاريخ \| راقب \| تصفح \| |     |       |      |      |
| - أولمرت يهدد حماس بثمن غال وعباس يدعو لمؤتمر موسكو وأوباما ينتقد كارتر للقائه بقيادات من حركة المقاومة الإسلامية (العربية) - مقتل عشرات العراقيين في هجوم استهدف موكب عزاء بكركوك ومصادر: الحكومة تنوي تسييج مدينة الصدر لمنع عودة المسلحين (العربية) - سوريا بعدما بدأت باستلام أحدث نظام دفاع جوي روسي تعلن نيتها تطوير تعاون نووي سلمي مع روسيا (العربية) - أحمدي نجاد: إيران أقوى أمة على وجه الأرض (بي بي سي) - وولش يطالب باختيار رئيس للبنان (بي بي سي) |     |       |      |      |
| 17 أبريل 2008 (الخميس) | عدل | تاريخ | راقب | تصفح |

| \| 18 أبريل 2008 (الجمعة) \| عدل \| تاريخ \| راقب \| تصفح \| |     |       |      |      |
| - كارتر يلتقي مشعل وقادة حماس في مقر للحركة بدمشق بعدما بحث جهود السلام مع الرئيس السوري (العربية) - مقتل نجل قائد الجيش الهولندي بأفغانستان في رد لطالبان على فتنة وذلك في اليوم التالي لتعيين والده كقائد للقوات المسلحة (العربية) - الولايات المتحدة تحيي الذكرى 25 لتفجير السفارة الأمريكية ببيروت (العربية) - مصرع برلماني من الحزب الحاكم في هجوم بشمال اليمن (الجزيرة) - جورجيا تتهم روسيا بتجاوز الخط الأحمر وتستنجد بالناتو (الجزيرة) - البابا يدعو للعمل المشترك لمعالجة مشاكل العالم (الجزيرة) |     |       |      |      |
| 18 أبريل 2008 (الجمعة) | عدل | تاريخ | راقب | تصفح |

| \| 19 أبريل 2008 (السبت) \| عدل \| تاريخ \| راقب \| تصفح \| |     |       |      |      |
| - حماس تتبنى الهجوم على معبر كرم أبو سالم (بي بي سي) - عشرات القتلى والجرحى في اشتباكات بمدينة الصدر (بي بي سي) - عباس وبوتين يناقشان عملية سلام الشرق الأوسط (بي بي سي) - مصادر لبنانية: لا انتخاب للرئيس في جلسة الثلاثاء (رويترز) - زيمبابوي تبدأ إعادة فرز جزئي للأصوات في انتخابات 29 مارس (رويترز) |     |       |      |      |
| 19 أبريل 2008 (السبت) | عدل | تاريخ | راقب | تصفح |

| \| 20 أبريل 2008 (الأحد) \| عدل \| تاريخ \| راقب \| تصفح \| |     |       |      |      |
| - مقتل ناشطين بحزب الكتائب اللبناني بإطلاق نار في زحلة (الجزيرة) - الطالباني يتحدث عن عودة وشيكة لجبهة التوافق للحكومة (الجزيرة) - رايس في زيارة مفاجئة للعراق بعد تهديد الصدر بشن حرب مفتوحة (العربية) - حماس تصر على المشاركة في أي حكومة فلسطينية وترفض الاستفتاء (العربية) - المعارضة في زيمبابوي تتهم الحكومة بالتنكيل بأنصارها (بي بي سي) - البابا يصلي في موقع مركز التجارة العالمي (بي بي سي) |     |       |      |      |
| 20 أبريل 2008 (الأحد) | عدل | تاريخ | راقب | تصفح |

| \| 21 أبريل 2008 (الإثنين) \| عدل \| تاريخ \| راقب \| تصفح \| |     |       |      |      |
| - الأسد: هناك وسطاء بين إسرائيل وسورية (بي بي سي) - رايس: الدول العربية ترحب بالمكاسب الأمنية في العراق (بي بي سي) - الأمن اللبناني يطارد المشتبه به في قتل عنصرين من حزب الكتائب بزحلة فيما تتجه الجلسة 18 لانتخاب رئيس للبلاد إلى تأجيل جديد (العربية) - مشعل بعد لقائه كارتر: حماس لن تعترف بإسرائيل-(سي إن إن) - إثيوبيا تعلن قطع علاقاتها الدبلوماسية مع قطر-(سي إن إن) |     |       |      |      |
| 21 أبريل 2008 (الإثنين) | عدل | تاريخ | راقب | تصفح |

| \| 22 أبريل 2008 (الثلاثاء) \| عدل \| تاريخ \| راقب \| تصفح \| |     |       |      |      |
| - المالكي يطلب من مؤتمر الجوار شطب ديون العراق وإعادة السفارات والبيان الختامي يرحب بتفكيك الميلشيات وبسط سيطرة الدولة (العربية) - بري يؤجل جلسة انتخاب رئيس لبناني لأجل غير مسمى ويربطه بالحوار (العربية) - بدء الإحصاء السكاني المثير للجدال بالسودان وسط شكوك بنتائجه ويعد خطوة حيوية تجاه إجراء انتخابات ديمقراطية بالبلاد (العربية) - بدء التصويت في الانتخابات التمهيدية للحزب الديمقراطي في بنسلفانيا (بي بي سي) - أمريكا: اعتقال مهندس عسكري للتجسس لإسرائيل (بي بي سي) - عباس يقول إن زيارة كارتر افتقرت إلى النتائج الإيجابية (رويترز) - أمريكا تطلع الكونغرس على تعاون نووي مزعوم بين سوريا وكوريا الشمالية (رويترز) |     |       |      |      |
| 22 أبريل 2008 (الثلاثاء) | عدل | تاريخ | راقب | تصفح |

| \| 23 أبريل 2008 (الأربعاء) \| عدل \| تاريخ \| راقب \| تصفح \| |     |       |      |      |
| - تل أبيب تستأنف إمداد غزة بالوقود قبل ساعات من توقف محطة كهرباء غزة وعباس يكشف عن مفاوضات سرية مع إسرائيل ويتعهد بإعلان نتائجها (العربية) - أردوغان للأسد: إسرائيل ستنسحب من كامل الجولان مقابل السلام (العربية) - كلينتون تجدد آمالها برئاسة أمريكا بعد فوزها على أوباما في بنسلفانيا (العربية) - الوكالة الدولية تؤكد موافقة إيران على الرد على مزاعم الغرب (الجزيرة) - قوات إثيوبية تقتل مدنيين وتحرق منازل بالصومال (الجزيرة) - انسحاب غربي من جلسة لمجلس الأمن بعد وصف ليبيا غزة بمعسكرات النازية (الجزيرة) |     |       |      |      |
| 23 أبريل 2008 (الأربعاء) | عدل | تاريخ | راقب | تصفح |

| \| 24 أبريل 2008 (الخميس) \| عدل \| تاريخ \| راقب \| تصفح \| |     |       |      |      |
| - الأمم المتحدة تهدد بوقف توزيع الغذاء بغزة ما لم تمدها إسرائيل بالوقود (العربية) - الجيش الأمريكي ينفي أنباء اعتقال عزة الدوري بمحافظة صلاح الدين (العربية) - أمريكا تطلب من رعاياها التحضر لإجلاء فوري وسريع من لبنان وربطته باحتمال تكرر الاشتباكات بين الجيش ومسلحين في المخيمات (العربية) - واشنطن ستعرض شريط فيديو عن مساعدة بيونغ يانغ سوريا نووياً بينما كرر دبلوماسي سوري نفي بلاده وجود هذا التعاون (العربية) - الجيش التركي يستهدف مجموعة متمردين أكراد شمال العراق (بي بي سي) - كلينتون: أنا الأفضل لمواجهة ماكين (بي بي سي) |     |       |      |      |
| 24 أبريل 2008 (الخميس) | عدل | تاريخ | راقب | تصفح |

| \| 25 أبريل 2008 (الجمعة) \| عدل \| تاريخ \| راقب \| تصفح \| |     |       |      |      |
| - الصدر يدعو للتهدئة بعد أسبوع من تهديده بإعلان حرب مفتوحة (العربية) - إسرائيل ترد عرض حماس للتهدئة بعد قتل حارسين بهجوم قرب الضفة (العربية) - سوريا تنفي الاتهامات ببناء مفاعل نووي وتشبهها بأدلة حرب العراق (العربية) - طهران تنفي استهداف زوارق إيرانية من قبل سفينة متعاقدة مع الأمريكيين (العربية) |     |       |      |      |
| 25 أبريل 2008 (الجمعة) | عدل | تاريخ | راقب | تصفح |

| \| 26 أبريل 2008 (السبت) \| عدل \| تاريخ \| راقب \| تصفح \| |     |       |      |      |
| - أردوغان (في الصورة) إلى سوريا لبحث جهود استئناف محادثات السلام مع إسرائيل (العربية) - عباس يحذر من مأزق انتهاء ولاية بوش دون التوصل لاتفاق سلام (العربية) - لبنان: موعد جديد لانتخاب رئيس الجمهورية (بي بي سي) - زيمبابوي: المعارضة تحتفظ بفوزها بسبعة دوائر انتخابية (بي بي سي) - محافظو إيران يتقدمون مجددا في الانتخابات التشريعية (الجزيرة) - ماكين: أوباما المرشح المفضل لحماس (الجزيرة) - الأمم المتحدة تلوح بالتخلي عن مهمتها في الصومال والعفو الدولية تطالب إثيوبيا بتحقيق حول مذابح مقديشو (الجزيرة) |     |       |      |      |
| 26 أبريل 2008 (السبت) | عدل | تاريخ | راقب | تصفح |

| \| 27 أبريل 2008 (الأحد) \| عدل \| تاريخ \| راقب \| تصفح \| |     |       |      |      |
| - عباس يشيد بجهود القاهرة ويشترط لحوار حماس (الجزيرة) - إسرائيل تتحدث عن مفاوضات محتملة بوساطة تركية ودمشق تشكك (الجزيرة) - خمسة قتلى في هجوم كابل بينهم برلماني وألمانيا والهند تدينان محاولة اغتيال الرئيس الأفغاني (الجزيرة) - وفد برلماني عراقي يطلب وقف العمليات بمدينة الصدر ورفع الحصار عنها (العربية) - حزب الله يقر بحجز عضو الحزب الإشتراكي الفرنسي لأسباب أمنية (العربية) |     |       |      |      |
| 27 أبريل 2008 (الأحد) | عدل | تاريخ | راقب | تصفح |

| \| 28 أبريل 2008 (الإثنين) \| عدل \| تاريخ \| راقب \| تصفح \| |     |       |      |      |
| - مقتل 7 فلسطينيين بينهم 4 اطفال في توغل إسرائيلي (بي بي سي) - زعماء فصائل فلسطينية يصلون مصر لعقد محادثات بشأن الهدنة (رويترز) - إيران تبحث مع روسيا أفكار نووية جادة (رويترز) - التلفزيون الياباني: 10 كوريين شماليين قتلوا بغارة إسرائيل على سوريا كانوا يشاركون ببناء مفاعل نووي بموجب اتفاق سري بين بيونغ يانغ ودمشق (العربية) - الداخلية السعودية تنفي إحراق 18 يمنياً في حفرة للمتسللين عبر الحدود (العربية) - الحملات الانتخابية بالكويت تنتقل للفضاء بعد منع لافتات الشوارع (العربية) |     |       |      |      |
| 28 أبريل 2008 (الإثنين) | عدل | تاريخ | راقب | تصفح |

| \| 29 أبريل 2008 (الثلاثاء) \| عدل \| تاريخ \| راقب \| تصفح \| |     |       |      |      |
| - إسرائيل تنسحب من غزة وصواريخ فلسطينية على سديروت (الجزيرة) - موسى ببيروت مجدداً والحريري يتحدث عن فرصة فعلية (الجزيرة) - موفاز يعتبر إعادة الجولان إلى سوريا توسيعاً لنفوذ إيران (الجزيرة) - الفصائل الفلسطينية بالقاهرة لبحث التهدئة وباراك يتوعد (الجزيرة) - تأجيل محاكمة طارق عزيز و7 مسؤولين عراقيين سابقين إلى 20 مايو (العربية) - إخوان مصر سيشاركون بالإضراب العام في 4 مايو بذكرى ميلاد مبارك (العربية) |     |       |      |      |
| 29 أبريل 2008 (الثلاثاء) | عدل | تاريخ | راقب | تصفح |

| \| 30 أبريل 2008 (الأربعاء) \| عدل \| تاريخ \| راقب \| تصفح \| |     |       |      |      |
| - الفصائل الفلسطينية تتوافق على تهدئة مع إسرائيل تبدأ في غزة والجيش الإسرائيلي نفى مسؤوليته عن مقتل أم و4 أطفال بغزة (العربية) - مبارك يستبق إضراب 4 مايو برفع الرواتب 30% لمواجهة الغلاء بمصر (العربية) - انفجار قوي قرب السفارة الإيطالية في حي إداري بالعاصمة اليمنية والقاعدة تدعو أنصارها للسيطرة على المنافذ البحرية في اليمن (العربية) - المالكي يتعهد بنزع سلاح جميع المليشيات (بي بي سي) - الناتو يحذر روسيا من عواقب زيادة قواتها في أبخازيا (بي بي سي) - أفغانستان: مقتل 7 في مداهمات بكابول وويليام بقندهار-(سي إن إن) - إيران: انتهاء اعتصام طلابي شهد هجوماً حاداُ على الإمارات-(سي إن إن) |     |       |      |      |
| 30 أبريل 2008 (الأربعاء) | عدل | تاريخ | راقب | تصفح |

بوابة:أحداث جارية/أبريل 2008/تقويم
| أحداث جارية |
| --- |
| - أزمة الدين الحكومي اليوناني - جائحة فيروس كورونا 2019–20 - التدخل العسكري الروسي في أوكرانيا - التدخل العسكري الروسي في سوريا - الحرب الأهلية السورية - الهجوم على شمال غرب سوريا (2024) - الحرب الأهلية السودانية 2023 - عملية طوفان الأقصى - الحرب الفلسطينية الإسرائيلية (الخط الزمني) - صراع حزب الله وإسرائيل (2023–الآن) - - أزمة البحر الأحمر - الهجمات على القواعد الأمريكية في العراق وسوريا 2023 - الأزمة الإنسانية في غزة (2023 – الآن) تفاصيل أكثر النزاعات الجارية أدناه |

| وفيات حديثة |
| --- |
| - 15 مايو: جلان إدوارد روجرز - 15 مايو: لويجي ألفا - 16 مايو: إيمانويل كونديه - 16 مايو: دونكان كامبل - 16 مايو: برايان غلانفيل - 16 مايو: شون دنيس - 16 مايو: بيتر لاكس - 16 مايو: جايسون كونتي - 17 مايو: مايكل ليدين - 17 مايو: كوركيس إسماعيل - 17 مايو: علي القزق - 18 مايو: عزيز الحجار - 18 مايو: ليزلي إبستاين - 19 مايو: جوناثان باريديس - 19 مايو: فدوى محسن - 19 مايو: يوري غريغوروفيتش - 19 مايو: إغناثيو رودريغيز (لاعب كرة قدم) - 20 مايو: كاي آرثر - 20 مايو: نينو بنفينوتي - 20 مايو: غادي كندة |

| نزاعات جارية |
| --- |
| - التدخل العسكري الدولي ضد تنظيم الدولة الإسلامية (داعش) - الكاميرون - الحرب الأهلية الكاميرونية - جمهورية إفريقيا الوسطى - حرب جمهورية إفريقيا الوسطى الأهلية (2012–الآن) - جمهورية الكونغو الديموقراطية - تمرد القوات الديمقراطية المتحالفة - صراع كيفو - الحرب الأهلية الأثيوبية (2018-حاليا) - موزمبيق - التمرد الإسلاموي في موزمبيق - نيجيريا - تمرد بوكو حرام - التمرد الإسلامي في الساحل - تمرد الجهاديين في بوركينا فاسو · حرب مالي - الحرب الأهلية الصومالية - الحرب في الصومال (2009–الآن) - السودان - نزاع السودان - النزاع في أفغانستان - النزاع بين طالبان والدولة الإسلامية في أفغانستان - صراع بنجشير - الهند - التمرد في جامو وكشمير - العصيان الماوي-الناكسالي - إندونيسيا - أزمة بابوا - الصراع الداخلي في ميانمار - الحرب الأهلية في ميانمار - باكستان - صراع بلوشستان - عصيان خيبر بختونخوا - الصراع الأهلي في الفلبين - التمرد الشيوعي في الفلبين - الحرب الروسية الأوكرانية - الغزو الروسي لأوكرانيا - صراع العراق - التمرد العراقي (2017–الآن) - صراع إسرائيل وغزة - الحرب الفلسطينية الإسرائيلية 2023 - أزمة البحر الأحمر - الحرب الأهلية السورية - التدخل الأجنبي في الحرب الأهلية السورية - تركيا - الولايات المتحدة - اليمن - الحرب الأهلية اليمنية - التدخل العسكري في اليمن |